# Galvano Fiamma
Galvano Fiamma (Milán, 1283–ibidem, 1344) fue un dominico italiano y cronista de Milán. Parece haber sido el primer europeo en el área del Mediterráneo en describir el Nuevo Mundo. Sus numerosos escritos históricos incluyen Chronica Galvagnana, Chronicon extravagans de antiquitatibus Mediolani, Chronicon maius y Manipolus florum seu Historia Mediolanensis; también es conocido por un mapa de Milán alrededor de 1330.

## Biografía
Galvano Fiamma nació en 1283 en una familia de notarios de Milán. En 1298, se unió al monasterio dominicano de San Eustorgio. Al egresar sus estudios, se trasladó a Génova hacia 1308 para convertirse en lector sacrae theologiae.
Después de estar dando lecciones de teología y filosofía aristotélica en el convento de Santo Tomás de Pavia, volvió a Milán en 1313 para enseñar ética en su antiguo monasterio, en el que tras un tiempo, a partir de 1323, del que se desconoce de su actividad, regresa en 1330, donde destacan más sus estudios historiográficos, los cuales son los que le dieron mayor reconocimiento.
Fue capellán del señor milanés Giovanni Visconti. A partir de 1344, en Milán, se desconoce completamente de su existencia, por lo que se intuye que fue su año de muerte.

## Obra
Escribió varias crónicas que tratan de la historia de Milán y exaltan a los Visconti, que en su día se habían convertido en efecto en su dinastía gobernante.
Su libro, Cronica universalis, escrito en algún momento entre 1339 y 1345, incluye un pasaje en el que describe Islandia, Groenlandia y Markland:

Más al norte se encuentra el Océano, un mar con muchas islas donde vive una gran cantidad de halcones peregrinos y geriflates. Estas islas se encuentran tan al norte que la Estrella Polar permanece detrás de ti, hacia el sur. Los marineros que frecuentan los mares de Dinamarca y Noruega dicen que hacia el norte, más allá de Noruega, está Islandia; más adelante hay una isla llamada Grolandia, donde la Estrella Polar permanece detrás de ti, hacia el sur. El gobernador de esta isla es un obispo. En esta tierra no hay ni trigo ni vino ni fruta; la gente vive de la leche, la carne y el pescado. Habitan en casas subterráneas y no se aventuran a hablar en voz alta ni a hacer ningún ruido, por temor a que los animales salvajes los escuchen y los devoren. Allí viven enormes osos blancos, que nadan en el mar y llevan a los marineros náufragos a la orilla. Allí viven halcones blancos capaces de grandes vuelos, que son enviados al emperador de Katai. Más al oeste hay otra tierra, llamada Marckalada, donde viven gigantes; en esta tierra, hay edificios con losas de piedra tan enormes que nadie podría construir con ellos, excepto enormes gigantes. También hay árboles verdes, animales y una gran cantidad de aves. Sin embargo, ningún marinero fue capaz de saber nada con certeza sobre esta tierra o sobre sus características. De todos estos hechos queda claro que hay asentamientos en el polo ártico.

Hasta 2021, cuando se descubrió este pasaje, no había evidencia de que nadie fuera del norte de Europa hubiera oído hablar de América antes del viaje de Colón de 1492. Paolo Chiesa, profesor de literatura latina medieval en la Universidad de Milán, cree que estos relatos del Nuevo Mundo probablemente provienen de marineros en la ciudad portuaria de Génova.
También en la Cronica universalis, Galvano afirma que los hermanos Vivaldi llegaron a Etiopía.
Otras crónicas que se conocen de él son:
- Cronica Galvagnana
- Politia novella
- Chronicon extravagans de antiquitatibus
- Chronicon maius
- Manipolus florum seu Historia Mediolanensis
- Chronica pontificum